# Chapelle Notre-Dame-de-l'Orme
Pour les articles homonymes, voir Chapelle Notre-Dame.
Ne pas confondre avec la chapelle Notre-Dame-des-Ormes située à Piney.
La chapelle Notre-Dame-de-l'Orme ou chapelle de l'Orme, est une chapelle située au hameau du Farget sur la commune de Saint-Martin-du-Mont dans l'Ain en France. Une de ses particularités notables est que l'édifice a été construit autour d'un arbre dans lequel se trouve nichée une Pietà. La chapelle de l'Orme partage cette singularité avec la chapelle du Chêne de Saint-Martin-de-Connée.
Depuis 1998, la chapelle appartient à 50 % à l'association paroissiale "Le Renouveau" et à 50 % au diocèse de Belley-Ars.

## Histoire

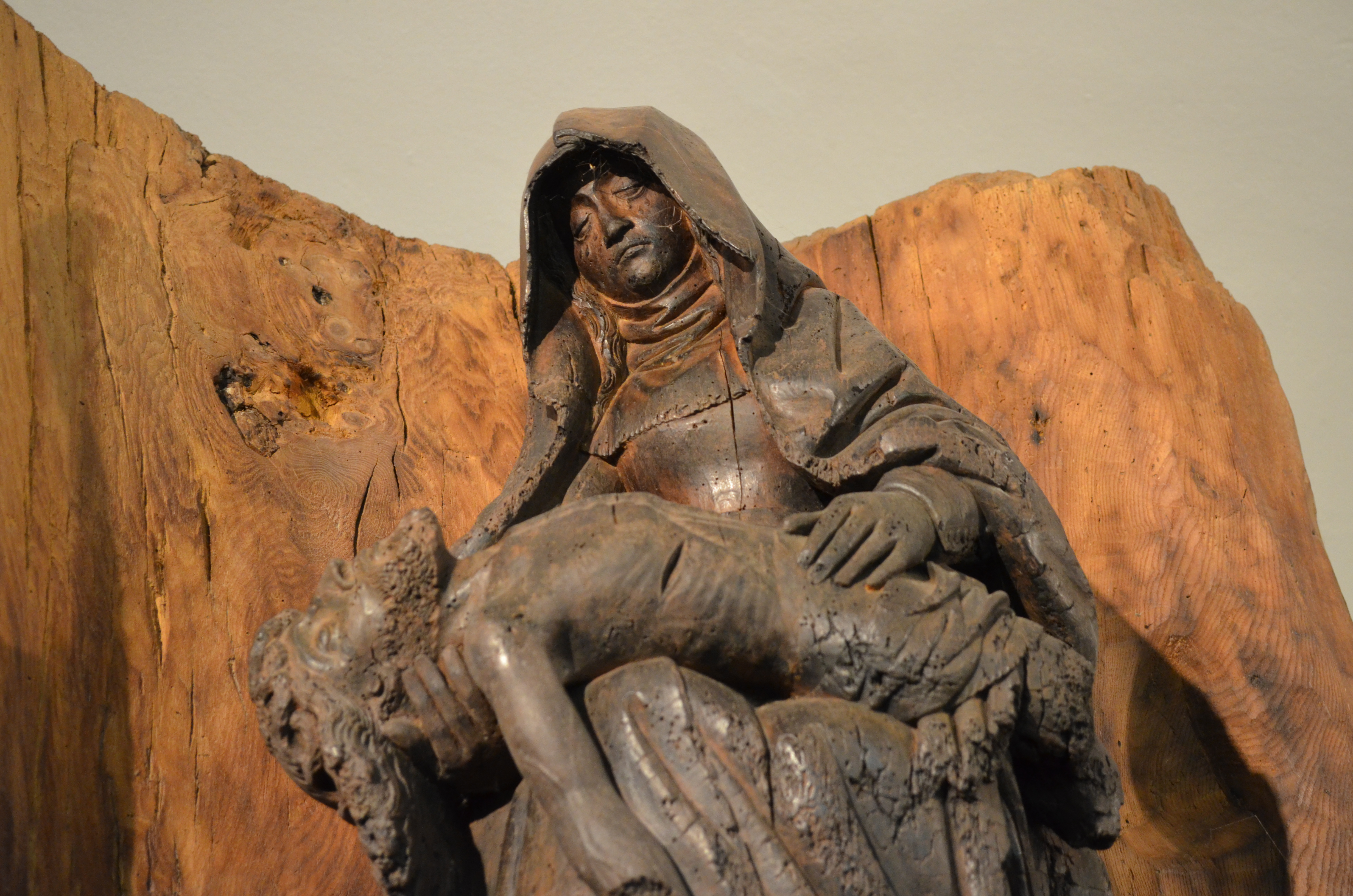
Piétà de la chapelle Notre-Dame de l'Orme ; on aperçoit l'orme au second plan.

Préalablement à la restauration de 1998, une datation de l'arbre (un orme) a été effectuée : il en résulte que celui-ci date de 1350 et est mort au cours de l'automne-hiver 1652-1653. On sait également qu'il connût un traumatisme grave autour de 1559. Cette étude a permis de déterminer que la chapelle ne peut être antérieure à 1653 car avant cette date, l'arbre était vivant : la chapelle n'a été construite autour de l'arbre qu'une fois que ce dernier était mort.
La chapelle a toujours été rattachée au tout proche château de La Roche qui en 1600 appartient à l'archevêque de Tarentaise, Jean-François Berliet. Le domaine passe en 1605 à son neveu Jean d'Ivoley qui le transmet lui-même à son fils Jean-Pierre d'Ivoley qui serait à l'origine de la création de la chapelle : il aurait souhaité sa construction sur son lit de mort en se confiant à son épouse Angélique de Bertrier.
La reconnaissance du lieu par l'archevêché de Lyon a pris quelques années car la chapelle est pleinement reconnue par ce dernier le 7 juin 1664. L'édifice est agrandi en 1670 avec l'adjonction d'une nef : elle est détruite au XIXe siècle. Lors de la Révolution française, alors que le seigneur de La Roche est François Divoley, la chapelle est vendue comme « bien national ». Elle est restaurée en 1840. Un incendie l'endommage ainsi que l'orme et la pietà en 1954[réf. souhaitée].

## Description
Dans la chapelle se trouve le reste de l'orme sur lequel un socle supporte la pietà ; de part et d'autre de la chapelle, se trouvent deux vitraux : le premier représente Saint Louis et le second Marguerite-Marie Alacoque. Tous deux datent des années 1880.

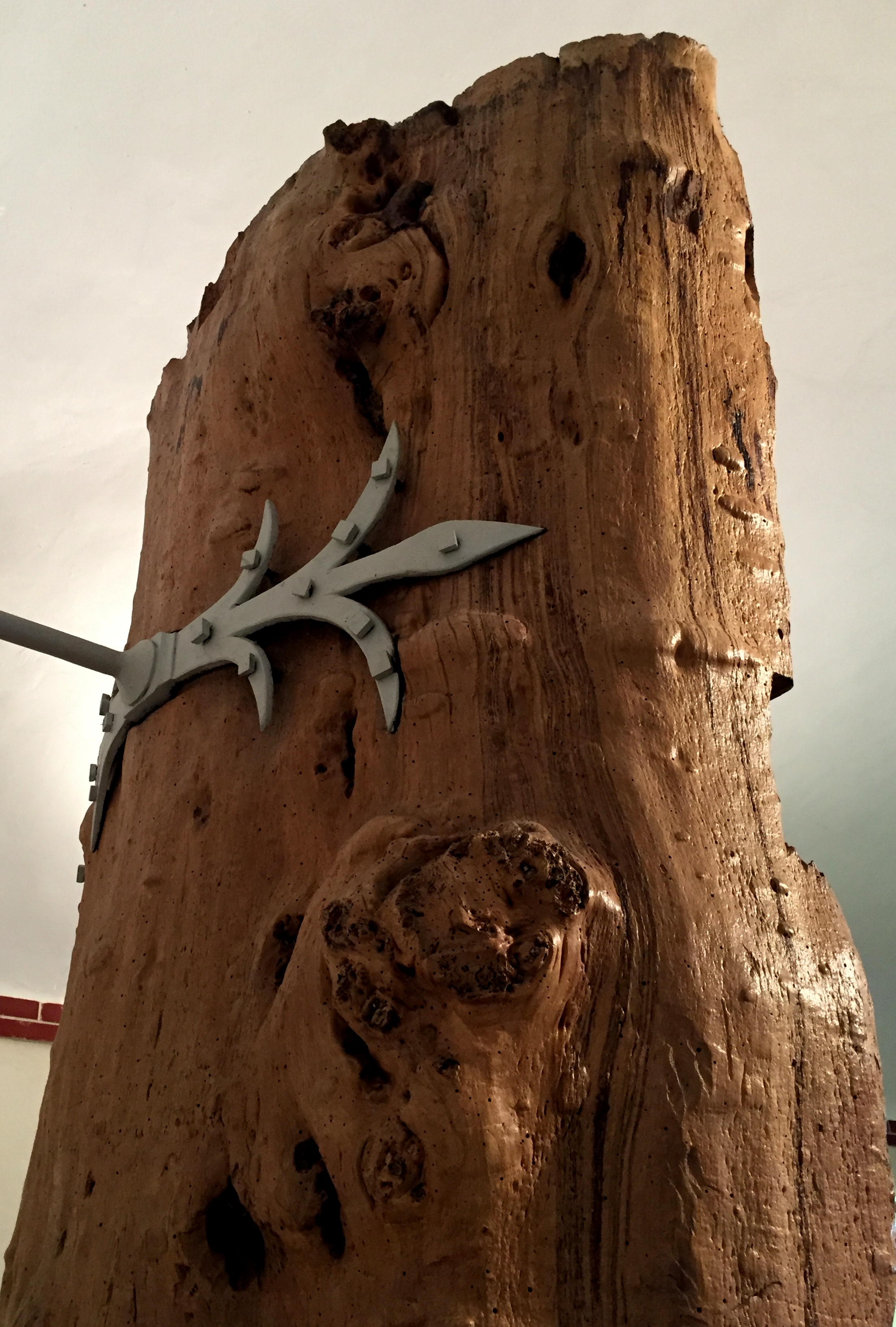
Vue arrière de l'orme.
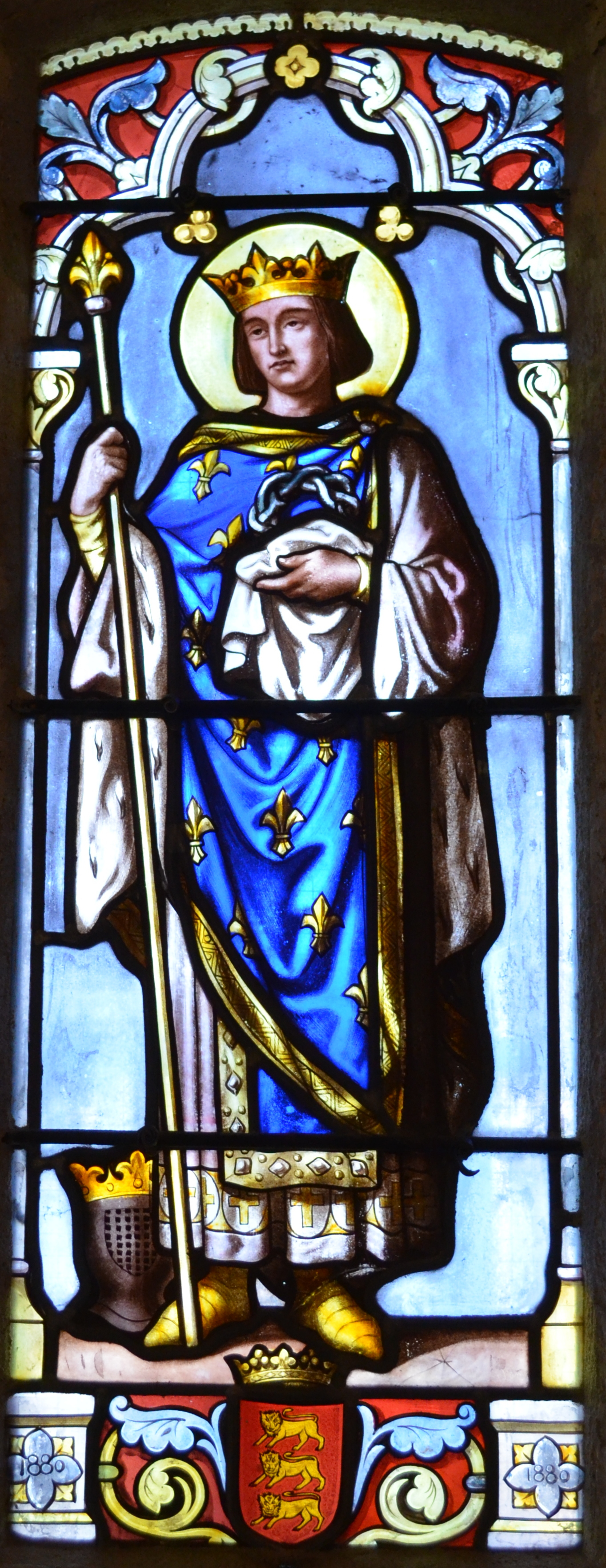
Vitrail représentant Saint Louis.
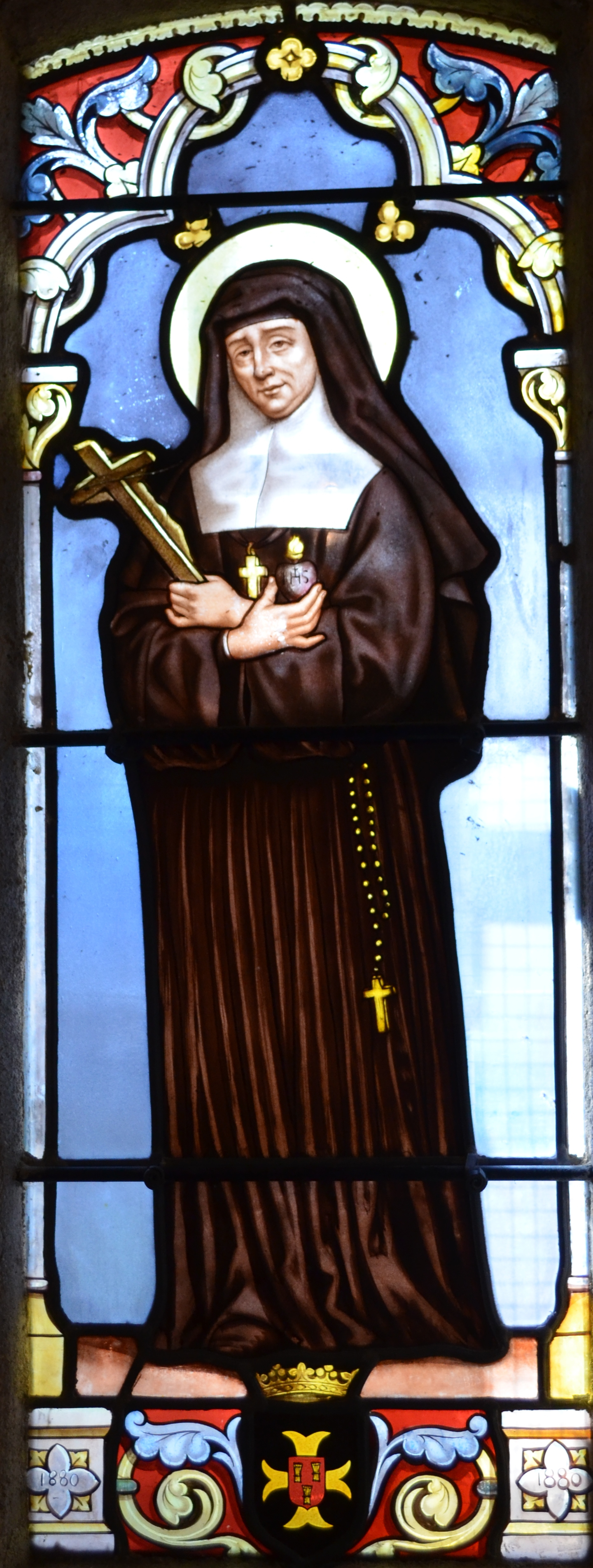
Vitrail représentant Marguerite Marie Alacoque.
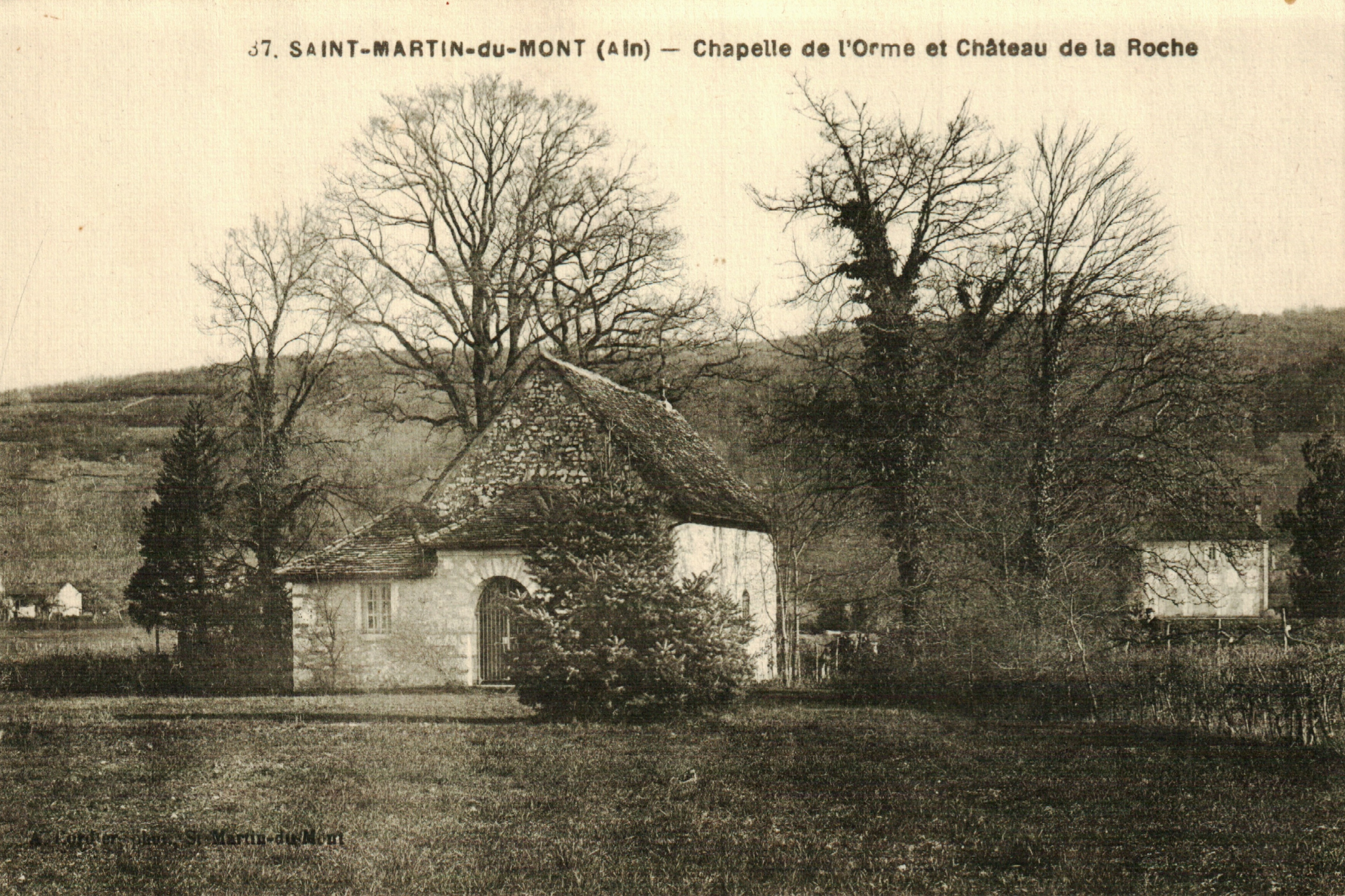
Carte postale ancienne de la chapelle (à droite de l'image, le château de La Roche).
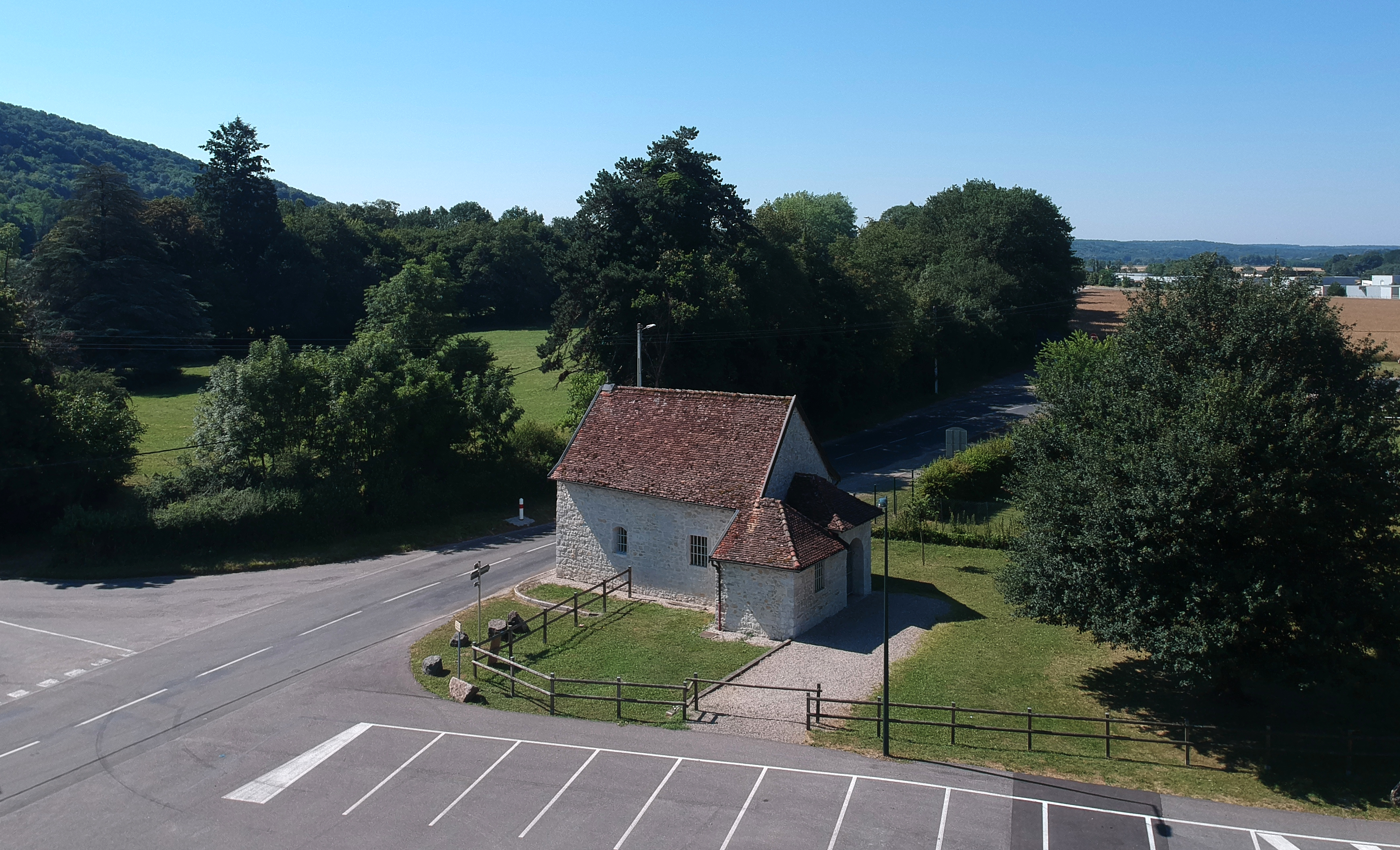
Vue aérienne en 2018.

## Personnalités inhumées dans la chapelle
Cinq personnalités ont été enterrées dans la chapelle à des emplacements aujourd'hui marqués par des croix au sol. Parmi elles :
- Guillaume de Grizy, possesseur du château de Chiloup y est inhumé le 18 février 1720[3].